# Un soir de joie
Pour plus de détails, voir Fiche technique et Distribution.

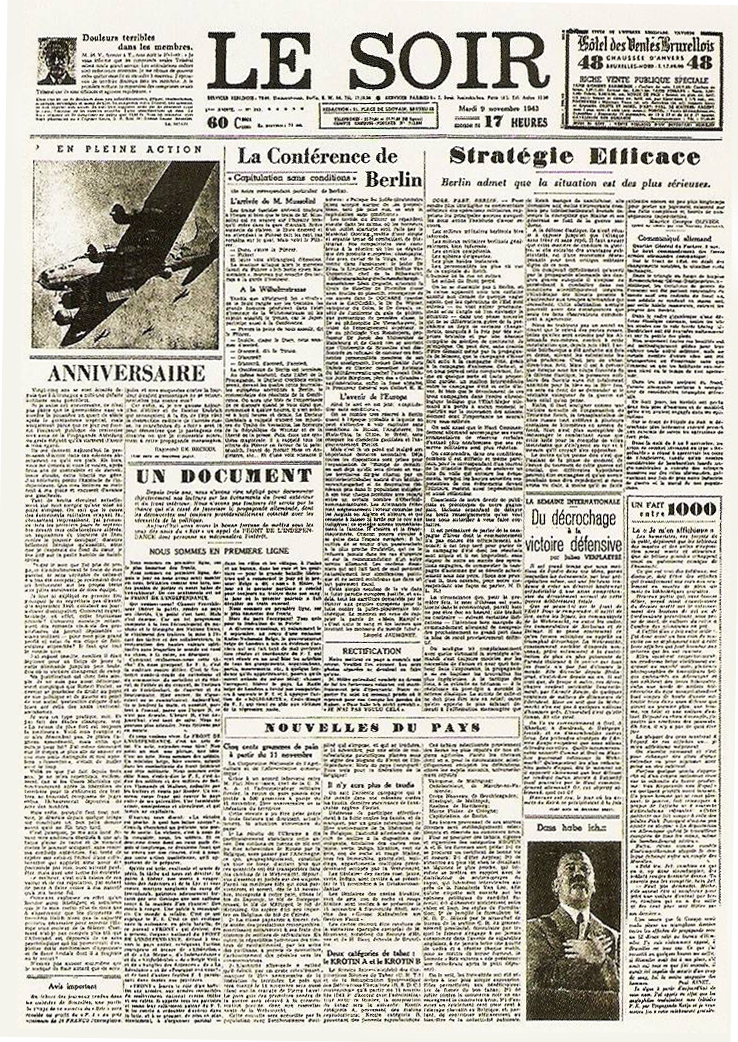
Le Faux Soir du 9 novembre 1943.

Un soir de joie est un film belge réalisé par Gaston Schoukens et sorti en 1955. Il s'inspire de l'histoire du Faux Soir, journal édité clandestinement par la Résistance belge et distribué le 9 novembre 1943 à l'insu des occupants allemands. Le film fait passer l'aventure du « faux Soir » pour une grosse « zwanze »,.

## Synopsis
En 1940, dès le début de l'occupation allemande en Belgique, le journal Le Soir cesse de paraître. Il est rapidement repris par des journalistes complaisants à l'égard de l'Occupant. En novembre 1943, un groupe de résistants bruxellois décide de publier un faux numéro du journal, dont les articles tourneront en dérision les Allemands. L'opération est méticuleusement préparée afin de substituer ce faux numéro au journal habituellement distribué en journée.

## Fiche technique
- Titre : Un soir de joie[3].
- Réalisation : Gaston Schoukens
- Scénario : E. Olin
- Opérateur : José Dutilleu
- Musique : José Fontaine
- Pays d'origine :  Belgique
- Pays de production :  Belgique
- Société de production : Coron Film Cinex
- Production : Coro, Cinedis
- Langue : français
- Format : noir et blanc
- Genre : comédie dramatique
- Durée : 112 minutes
- Réalisation : 1954[4]
- Date de sortie : janvier 1955[5],[6]

## Distribution
- Marcel Roels
- Roger Dutoit
- Jean-Pierre Loriot
- Victor Guyau
- Francine Vendel
- Madeleine Rivière
- Germaine Broka
- Gaston Dupray
- Jacques Philippet
- Lise Bernarde
- Jeanne Brissac

## Réception
Le film fut un succès lors de sa sortie en salle en Belgique,. Quant à la critique, elle se divisa entre ceux qui trouvaient le film trop léger par rapport à la réalité historique et ceux qui saluèrent l'évocation de l'esprit bruxellois, indépendant et malicieux, que l'on pouvait retrouver parmi les résistants de l'époque.